# Alexander, Thân vương của Scotland
Alexander (21 tháng 1 năm 1264 - 28 tháng 1 năm 1284) là người thừa kế ngai vàng của Vương quốc Scotland, nhưng không bao giờ được lên ngôi vì qua đời trước cha mình.

## Đầu đời
Alexander sinh ngày 21 tháng 1 năm 1264. Ông là con thứ hai và là con trai cả của Vua Alexander III của Scotland và Margaret của Anh. Trước ông là chị gái tên là Margaret, sau ông là một em trai tên David. Vương miện Scotland đã được xác định rằng Alexander trẻ tuổi nên được thiết lập một cách thích hợp. Năm 1270, ông được phong làm Bá tước Fife. Có lẽ vào khoảng sau năm 1275, Alexander cũng được phong làm Lãnh chúa của Mann, điều này đã mang lại cho ông doanh thu và "vị trí gần như thân cận hoàng gia" đồng thời đảm bảo với người dân trên hòn đảo rằng chế độ cai trị của người Scotland thời gian gần đây sẽ có hiệu quả.

## Hôn nhân
Mẹ của Alexander là vương hậu Margaret qua đời vào năm 1275. Rõ ràng là từ những bức thư của Alexander và chị gái của ông rằng gia đình vẫn gần gũi với người chú ruột của họ là Vua Edward I của Anh. Em trai của Alexander, David, qua đời vào năm 1281, cùng năm mà chị gái họ kết hôn với Vua Eric II của Na Uy. Vua Alexander III đã không tìm kiếm được người vợ thứ hai trong khoảng 10 năm, thay vào đó ông tập trung vào việc sắp xếp một cuộc hôn nhân phù hợp cho đứa con trai còn sống duy nhất của mình là Alexander. Năm 1281, nhà vua bắt đầu thương lượng với Guy, Bá tước Flanders, về cuộc hôn nhân của con trai ông với con gái của Bá tước, cũng tên là Margaret. Cặp đôi kết hôn vào ngày 14 tháng 11 năm 1282 tại Roxburgh và hôn lễ được cử hành ngay vào ngày hôm sau.

## Qua đời
Chị gái của Alexander qua đời ở Na Uy khi sinh con vào năm 1283,  khiến cho vua Alexander chỉ còn lại một người con duy nhất còn sống. Một tuần sau sinh nhật lần thứ 20, vào ngày 28 tháng 1 năm 1284, Alexander trẻ tuổi cũng sớm qua đời. Ông được chôn cất tại Tu viện Dunfermline. Đến tháng 4, góa phụ của ông không mang thai còn cháu gái ông, Margaret của Scotland, được chọn làm người thừa kế mặc định. Vua Alexander vội vàng giao kèo một cuộc hôn nhân thứ hai, ông chọn Yolanda xứ Dreux, nhưng chính nhà vua cũng qua đời vào năm 1286.